# Лінійні кораблі типу «Оріон»
Лінійні кораблі типу «Оріон» — чотири лінкори, побудовані для Королівського флоту на початку 1910-х років. Перші оснащенні 13,5 дюймовими (343 міліметровими) гарматами лінійні кораблі, побудовані для Великої Британії, вони були набагато більшими за попередні британські дредноути і іноді їх називали «супердредноутами». Кораблі типу провели більшу частину своєї служби у складі 2-ї бойової ескадри Домашнього та Великого флотів, іноді виконуючи обов'язки флагманів. Окрім участі в невдалій спробі перехопити німецькі кораблі, які бомбардували Скарборо, Гартлпул і Вітбі наприкінці 1914 р., Ютландській битві в травні 1916 р. та безрезультатній операції 19 серпня 1916 року, їхня служба під час Першої світової війни, як правило, складалася з планового патрулювання та навчань в Північному морі.
До кінця війни в 1918 році «Оріони» були визнані застарілими, а наступного року були відправлені до резерву. Orion і Conqueror були продані на брухт в 1922 році, тоді як Monarch став блокшивом — стаціонарним навчальним кораблем . Наприкінці 1923 року він був перетворений на корабель-мішень і потоплений на початку 1925 року. Thunderer служив найдовше, виконуючи обов'язки навчального корабля з 1921 року, доки його теж не продали на брухт наприкінці 1926 року. Під час буксирування до місця розбору корабель сів на мілину, його пізніше підняли, а потім утилізували.

## Представники
| Назва                  | Будівництво                    | Закладений             | Спущений на воду     | Вступив у стрій     | Доля                                    |
| ---------------------- | ------------------------------ | ---------------------- | -------------------- | ------------------- | --------------------------------------- |
| Ораєн HMS Orion        | Portsmouth Dockyard , Портсмут | 29 листопада 1909 року | 20 серпня 1910 року  | 2 січня 1912 року   | Зданий на злам у 1922 році              |
| Монарк HMS Monarch     | Armstrong Whitworth            | 1 квітня 1910 року     | 30 березня 1911 року | 27 квітня 1912 року | Потоплений як мішень 21 січня 1925 року |
| Конкерор HMS Conqueror | Beardmore                      | 5 квітня 1910 року     | 1 травня 1911 року   | 1 грудня 1912 року  | Зданий на злам у 1922 році              |
| Тандерер HMS Thunderer | Thames Ironworks               | 13 квітня 1910 року    | 1 лютого 1911 року   | 15 червня 1912 року | Зданий на злам у 1926 році              |